# KkStB 30 sorozatú szerkocsi
A kkStB 30 sorozatú szerkocsi egy szerkocsitípus volt a császári és Királyi Osztrák Államvasutaknál (kkStB), melyek eredetileg a Prag-Duxer Eisenbahn (PDE)-tól származtak.
A Prag-Duxer Eisenbahn 1872 és 1883 között a Prága-Smichov Ringhoffer üzemétől szerezte be mozdonyaihoz.
A kkStB a 30 sorozatba osztotta be őket. A szerkocsik mindvégig a PDE eredetű mozdonyokkal kapcsolva üzemeltek.

## Fordítás
- Ez a szócikk részben vagy egészben  a   kkStB Tenderreihe 30 című német Wikipédia-szócikk fordításán alapul.  Az eredeti cikk szerkesztőit annak laptörténete sorolja fel. Ez a jelzés csupán a megfogalmazás eredetét és a szerzői jogokat jelzi, nem szolgál a cikkben szereplő információk forrásmegjelöléseként.